# Тімфрістос
38°57′00″ пн. ш. 21°49′00″ сх. д. / 38.95000° пн. ш. 21.81667° сх. д.
Тімфрі́стос (грец. Τυμφρηστός) — гори на заході Греції, в гірській системі Пінду. Гори простягаються на території двох номів — Евританія та Фтіотида (Центральна Греція).
Максимальна висота — 2 315 м (гора Велуксі). Довжина — 30 км, ширина — 15-20 км. В горах починаються річки Сперхейос (тече на схід) та Мегдова (тече на захід). На півдні гори межують з хребтом Вардусія, на заході — з хребтом Панаїтоліко.
Нижні схили вкриті лісами, вище розташовані поля, луки та пустирі. У горах взимку випадає велика кількість снігу, тому вони славляться своїми гірськолижними курортами.
Через гори побудований тунель в Евританії, який має довжину 1,4 км.